# Metartjärnen (Jörns socken, Västerbotten, 725132-169546)
Metartjärnen är en sjö i Skellefteå kommun i Västerbotten och ingår i Byskeälvens huvudavrinningsområde. Metartjärnen ligger i Byskeälven Natura 2000-område.